# A Species of Mexican Man
A Species of Mexican Man è un cortometraggio muto del 1915 diretto da Romaine Fielding.

## Produzione
Il film fu prodotto dalla Lubin Manufacturing Company.

## Distribuzione
Distribuito dalla General Film Company, il film uscì nelle sale cinematografiche USA il 25 agosto 1915.